# Loupežnická jeskyně
Loupežnická jeskyně je přírodní památka na východním okraji města Ústí nad Labem v okrese Ústí nad Labem. Oblast spravuje Správa CHKO České středohoří. Důvodem ochrany je rozsáhlá puklinová jeskyně v neovulkanickém masivu, vzniklá posunem jednotlivých bloků rozpukané horniny (fonolit) ve strmém svahu Zámeckého vrchu, ochrana populací letounů a mloka skvrnitého (Salamandra salamandra).